# Алфредо ди Стефано
Алфредо ди Стефано (шп. Alfredo Di Stéfano; 4. јул 1926, Буенос Ајрес — 7. јул 2014, Мадрид) био је фудбалер и тренер пореклом из Аргентине. Био је најстарије дете у породици фармера и веома је рано почео да ради. Упркос тешком детињству, Алфредо никада није запостављао фудбал, а тежак рад га је само развио и очврснуо, тако да је био својевремено један од најјачих играча лиге. Са надимком „Saeta rubia“ („Плава стрела“), најпознатији је по својим успесима у Реал Мадриду, где је био кључан у доминацији клуба у Купу Европе и Ла Лиги током 1950-их и 1960-их. Заједно са Франсиском Хентом и Хозеом Маријом Зарагом, био је један од само три играча који су учествовали у свих пет победа у Европском купу, постигавши голове у сваком од пет финала. Ди Стефано је играо међународни фудбал углавном за Шпанију након што је прешао у Мадрид, али је раније играо и за Аргентину и Колумбију.
Ди Стефано је започео каријеру у аргентинском Ривер Плејту са 17 година, 1943. За сезону 1946. био је позајмљен клубу Атлетико Хуракан, али се вратио у Ривер 1947. Због штрајка фудбалера у Аргентини 1949. године Ди Стефано је отишао у игра за Милонариос из Боготе у Колумбијској лиги. Освојио је шест титула првака током првих 12 година каријере у Аргентини и Колумбији.
Ди Стефано је добио Златну лопту за европског фудбалера године 1957. и 1959. године. Такође је и освојио супер балон Диор.Он је тренутно шести стрелац у историји шпанске прве лиге и трећи стрелац Реал Мадрида свих времена. Он је водећи стрелац Мадрида у историји Ел Класика, поред Кристијана Роналда. У новембру 2003. године, на прослави јубилеја UEFA, изабран је за Златног играча Шпаније од стране Краљевске шпанске фудбалске федерације као њиховог најистакнутијег играча у последњих 50 година. Он је био је четврти, иза Пелеа, Дијега Марадоне и Јохана Кројфа, у гласању које је организовао часопис France Football који је консултовао своје бивше освајаче Златне лопте да би изабрали фудбалера века. Године 2004, Пеле га је именовао на ФИФА 100 листи највећих живих играча света (у септембру 2009. рекао је да је Ди Стефано најбољи играч "икад"). Ди Стефана су 2008. године UEFA и Реал Мадрид одликовали специјалном наградом председника коју је доделила ФИФА на церемонији у Мадриду, где је такође откривена статуа. Тада је председник UEFA Мишел Платини назвао Ди Стефана „великим међу великанима“, док су савременици Еузебио и Жист Фонтен сугерисали да је он „најкомплетнији фудбалер у историји игре“.

## Играчка каријера
Са петнаест година придружује се најтрофејнијој аргентинској екипи, Ривер Плејт, у којем већ годину дана касније дебитује за први тим. Ривер га убрзо даје на позајмицу Уракану, где игра одлично и поготком одлучује утакмицу управо против свог Ривера. У аргентинском првенству има фантастичан просек од скоро једног гола по утакмици и већ у 21- ој години дебитује за „гаучосе“ у Америчком купу, који Аргентинци лагано освајају, што је уједно и највећи успех Ди Стефана на репрезентативном нивоу.
Након штрајка фудбалера у Аргентини 1949. године, велики број фудбалера из ове земље одлази у колумбијску пиратску „Ди Мејџор“ лигу, због тога што колумбијски Савез није признавао ФИФА и где се нису опорезивали трансфери играча. Клубови су због тога могли да понуде веће новчане износе фудбалерима. ди Стефано одлази у Миљонариос из Боготе. За само четири године направио је од „милонера“ велики клуб, који је освојио четири титуле првака Колумбије, а постао је и најбољи стрелац клуба свих времена.
Ди Стефано је израстао у најбољег фудбалера Јужне Америке и као такав је у зрелим фудбалским годинама (27) прешао у „краљевски клуб“ из Мадрида. од којег је у следећих десет година направио највећи клуб у историји фудбала. 1953. године Милионариос је играо утакмицу против Реала на мадридском „Шамартину“, где је председник Реала Сантијаго Бернабеу одушевљен Алфредовом игром видео у њему играча са којим ће створити екипу која ће покорити фудбалски свет. С обзиром да је љути ривал Мадриђана ФК Барселона већ контактирала са Ривер Плејтом, Бернабеу шаље секретара клуба Рајмонда Сапорту да преговара директно са Милионариосима о преласку Ди Стефана у мадридски клуб, па је договор био да ди Стефано игра сезону у Реалу, затим сезону у Барселони. Каталонци нису били импресионирани његовим наступима у „белом дресу“ па су свој део одлучили да продају Јувентусу, али ди Стефано то не прихвата и Реал откупљује Барселонин део. Алфредо тако остаје у власништву Реала за 70.000 долара.
Те сезоне (1953/54) Реал је 23 корака (бода) испред Барселоне, а ди Стефано на трону најбољег играча Шпаније смењује Барсиног играча Кубалу.
Алфредо ди Стефано 1957. године по први пут бива проглашен најбољим играчем Европе. Годину дана касније Мадриђани су јачи за Уругвајца Сантамарију, а ривал у финалу Купа шампиона Милан, предвођен Скијафином, Лидхолмом и Ћезаре Малдинијем ипак је капитулирао након поготка Ди Стефана за Реалов тријумф од 3:2.
Године 1959. Реаловој „легији странаца“ са ди Стефаном и Ријалом (Аргентина), Сантамаријом (Уругвај), Копом (Француска) придружују се још два вансеријска играча, Диди (Бразил) и Пушкаш (Мађарска). Заједно са Шпанцем Хентом сачињавали су „дрим тим“.
Ди Стефано је 1959. године по други пут проглашен најбољим играчем Европе. Последње у серији, али сигурно најзанимљивије је оно што се десило 1960. године, када је на крцатом Хемпден парку са 7:3 Реал „понизио“ франкфуртски Ајнтрахт, који је у полуфиналу био бољи од Ренџерса, а финале је остало упамћено и по четири гола које је постигао Алфредо ди Стефано. Једини трофеј који је недостајао у ди Стефановој ризници је био Интерконтинентални куп. У свих пет финала Купа шампиона, као и у Интерконтиненталном купу Алфредо је постизао макар по један гол.
Последња играчка станица за Ди Стефана је био клуб Еспањол, где након двогодишњег играња каријеру завршава 1966. године.

## Међународна каријера
Ди Стефано је играо са три различите репрезентације током своје каријере, постигао је 6 голова у 6 наступа за Аргентину и 23 у 31 наступу за Шпанију. Међутим, никада није играо на Светском првенству. Ди Стефано је такође играо четири пута за Колумбију, током Димајоровог периода колумбијског фудбала. Тим у то време није био признат од стране ФИФА, јер је лига прекршила правила трансфера изнајмљујући играче док је још увек под уговором.

## Тренерска каријера
Између 1967. и 1991. водио је екипе Елчеа, Боке јуниорс, Валенсије, Спортинга из Лисабона, Рајо Ваљекана, Кастељона, Ривер Плејта и Реал Мадрида.